# Nagykelecsény
Nagykelecsény (1899-ig Nagy-Kolacsin, szlovákul: Veľký Kolačín) Újtölgyes városrésze, egykor önálló község Szlovákiában, a Trencséni kerületben, az Illavai járásban.

## Fekvése
Újtölgyes központjától 1 km-re keletre fekszik.

## Története
1255-ben „Kelechyn” néven említik először.
A 18. század végén Vályi András így ír róla: „Nagy, és Kis Kolacsin. Két tót falu Trentsén Várm. Kis Kolacsinnak földes Ura Prileczky Uraság, amannak pedig G. Illésházy Uraság, fekszenek Dubniczához közel, határbéli földgyeik jó termékenységűek, vagyonnaik külömbfélék, eladásra alkalmatos módgyok van.”
Fényes Elek 1851-ben kiadott geográfiai szótárában így ír a faluról: „Nagy-Kolacsin, Trencsén m. tót falu, Dubnicza mellett: 294 kath., 14 zsidó lak. Határja hegyes völgyes; fája elég. A Dubniczai urad. tartozik.”
1910-ben 354, túlnyomórészt szlovák lakosa volt. A trianoni békéig Trencsén vármegye Illavai járásához tartozott.
1953-ban csatolták Újtölgyeshez.

## Külső hivatkozások
- Nagykelecsény Szlovákia térképén

## Lásd még
- Újtölgyes
- Kiskelecsény